# 雄勝峠

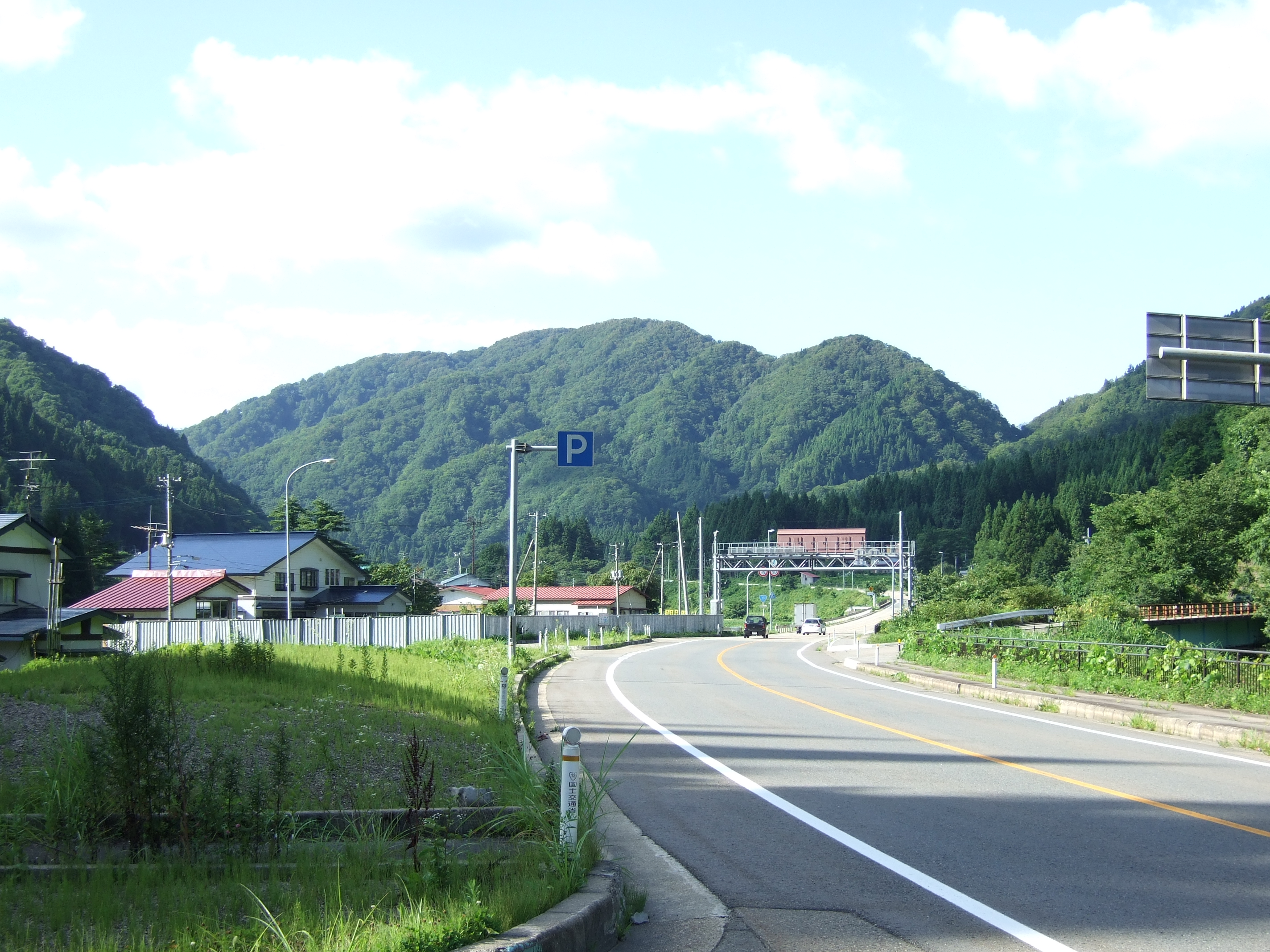
真室川町側から見た雄勝峠（右の鞍部）

雄勝峠（おがちとうげ）は、山形県最上郡真室川町と秋田県湯沢市の間にある峠である。標高423m。

## 概要

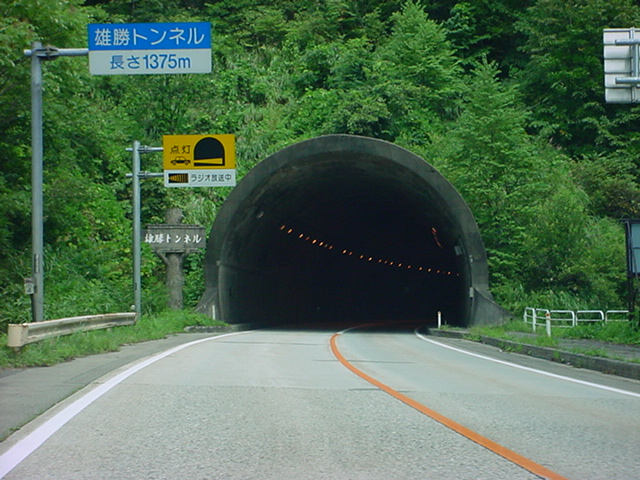
雄勝トンネル（真室川町側坑口）

現在の山形県と秋田県を結ぶ雄勝峠以外のルートとしては、一部区間が秋田県道・山形県道73号雄勝金山線になっている「有屋峠」、女甑山の山裾を越える「甑峠」がある。759年に大野東人によって有屋峠が開かれて以降、有屋峠が主要な交通路として使用されていた。江戸時代になると久保田藩（秋田藩）主の佐竹義宣が、参勤交代の道として馬や籠が通れるように雄勝峠（当時は杉峠・院内峠・及位峠などと呼ばれた）を整備し、羽州街道の一部とした。以後、江戸時代を通じ、久保田藩や弘前藩など東北諸藩の参勤交代路として大いに賑わい、峠の両側に、新庄藩と久保田藩の関所と、及位宿・院内宿が置かれた。それでも雄勝峠は「箱根の如き難関」と称されていた。
明治時代になると、山形県初代県令になった三島通庸は、山形県発展のためには道路建設が欠かせないとして関山峠や萬世大路の開削などを次々行った。雄勝峠についても、秋田県との物流の拡大、特に院内銀山からの鉱物の輸送の便を図るために、これまでの荷駄がせいぜいであった峠から大量輸送が可能な馬車が通れる道路に改修し、「金山新道」（もしくは「雄勝新道」）を開いた。しかし秋田県側の道路はまだ荷車を通すには難があったため、燃料輸送などに索道が使われた。
1904年（明治37年）10月21日、院内トンネル経由で奥羽南線が院内駅まで開通し、鉄道で峠を越えられるようになった。板谷峠、矢立峠と共に奥羽本線の三大難所としても知られていた。
さらに時代が下り自動車社会が到来すると、それに対応すべく1955年（昭和30年）に国道13号の雄勝隧道(425m)が開通した。しかしトンネルは狭少でありその前後区間の線形も悪く、急増する物流に対応できなくなった。このため1981年（昭和56年）に現在の雄勝トンネル (1,375m) が開通した。ただし通行の懸念が完全に消えたわけではなく、大雪時には優先的に通行止めになる旨の案内がなされている。
現在、山形・秋田両県で東北中央自動車道が建設中であり、雄勝峠の周辺部では東北中央自動車道に並行する国道13号の自動車専用道路である湯沢横手道路・院内道路・主寝坂道路の供用が始まっている。2005年（平成17年）には、山形・秋田県両知事が両県間の高速道路結合を推進することで合意した。2013年（平成25年）に雄勝峠区間を含む真室川雄勝道路が計画段階評価を進めるための調査区間に指定され、2014年（平成26年）1月・6月に同道の事業化に向け建設ルートについて「全線自動車専用道路として新設」「県境(北緯39度00分16秒 東経140度22分13秒 / 北緯39.004432度 東経140.370322度)部分を現道改良し残りを自動車専用道路として新設」の2案を提示し沿線住民へのアンケートを実施。2017年（平成29年）4月に全線自動車専用道路として新設するルートで同道に事業着手した。

### 隣のトンネル
（福島方面）及位隧道 - 雄勝トンネル - 山口トンネル（秋田方面）

## 旧道の現状
旧国道の雄勝隧道は民間に払い下げられ、倉庫として使用されている。湯沢市側は隧道入口まで通行可能だが、真室川町側は1kmほど手前から立ち入りが禁止されている。
明治新道は、湯沢市側は荒れてはいるものの現存しており、徒歩なら峠まで通行可能。真室川町側は旧国道の工事で掘割に断ち切られた箇所があり、麓から掘割までと掘割から峠までの両区間が分断されている。